# لیلو لوئیس ولت
لیلو لوئیس ولت (اسپانیایی: Lilou Lluís Valette‎؛ زادهٔ ۲۸ ژوئیهٔ ۲۰۰۶) شناگر موزون اهل اسپانیا است.